# 카이저담역
카이저담역(U-Bahnhof Kaiserdamm)은 베를린 샤를로텐부르크빌머스도르프구 베스트엔트에 있는 U2의 역이다. 카이저담/쾨니긴엘리자베트슈트라세(Königin-Elisabeth-Straße)의 교차점에 역이 설치되어 있다. 1908년 3월 29일에 개통되었다. 메세 베를린과 베를린 중앙 버스터미널이 역 남쪽에 위치해 있다.

## 역사
호흐반게젤샤프트와 샤를로텐부르크가 1906년 6월 21일 지하철 건설 협약을 맺으면서 비스마르크슈트라세역(현재의 도이체 오퍼역)-라이히스칸츨러플라츠역(현재의 테오도어호이스플라츠역) 구간 건설이 시작되었다. 역사 설계는 알프레드 그레난데르가 담당했다. 길이 109 m, 너비 3.5 m인 상대식 승강장이 설치되었다. 역사 벽면은 작은 흰색 타일로 마감되었다. 개통 2주 전인 1908년 3월 14일 빌헬름 2세가 연장 구간을 탑승했다(Kaiserfahrt).
1926년 이 역 근처에 베를린 라디오탑(Funkturm)과 베를린 메세가 세워졌다. 베를린 메세에서 1926년에는 최초의 국제녹색주간(Internationale Grüne Woche) 및 1928년에는 최초의 ILA 베를린 에어쇼가 개최되었다. 행사 준비를 위해서 역 서쪽에 추가 출입구 세 곳과 중간 대합실이 설치되었고, 이 부분의 설계 역시 알프레드 그레난데르가 담당했다. 메세 방면으로 갈 수 있음을 홍보하기 위하여 1936년에 부역명 메세담(Messedamm)이 추가되었다.
제2차 세계 대전 당시 이 역은 연합군에 의한 베를린 폭격 피해를 입지 않았다. 1945년 5월 17일 크니-룰레벤 단선 셔틀 운행이 시작되었으며, 동시에 건설 당시의 역명이었던 라이히스칸츨러플라츠역으로 개칭되었다. 1946년 9월 15일 팡코-룰레벤 전 구간 운행이 복구되었다. 1967년 4월 19일 콘라트 아데나워 총리 사망 며칠후인 4월 27일에 베를린 내각에서는 카이저담 도로와 지하철역의 이름을 아데나워담(Adenauerdamm)으로 개명했다. 그러나 서베를린에서 아데나워의 인기가 높지 않았기 때문에 항의가 이어졌고, 1968년 1월 15일 카이저담으로 복원되었다. 현재의 아데나워플라츠역은 이 개명 시도 이후인 1978년에 개업했다. 베를린 750주년 기념 행사에 맞추어 역 개보수공사가 진행되었으며, 이 시기에 역사 벽면을 밝은 회색 타일로 개수했다.
2019년 승강장 동쪽에 엘리베이터 착공이 예정되었으며, 예산 280만 유로를 예상하고 있다. 2023년 현재까지 착공하지 않았다.

## 인접 철도역
베를린 버스 139번과 환승할 수 있다. 이 역 남쪽에 베를린 메세 노르트/ZOB역이 있다.
| 베를린 지하철 2호선              | 베를린 지하철 2호선 | 베를린 지하철 2호선          |
| -------------------------------- | ------------------- | ---------------------------- |
| 테오도어호이스플라츠 룰레벤 방면 | U2                  | 조피샤를로테플라츠 팡코 방면 |